# 短期大学士
短期大学士（たんきだいがくし、英: Associate degree アソシエイト・ディグリー）とは、高等教育における学位であり、学士（Bachelor）と同一レベルの欧州資格フレームワーク（EQF）ではISCEDレベル5Aに相当する。
日本国では短期大学本科を修了した者に授与される学位である。また、短期大学専攻科および高等専門学校専攻科を修了して学士の学位を得た者は、大学院修士課程に進学する事が出来る。「短期大学士（専攻分野）」と表記され、「短期大学士号」を通称して「短大士号」と略して表記されることもある 。
| 分類 | 分類         | 区分                                | 区分                                | 授与を行う標準的な課程                                                  | 授与を行う標準的な課程                                                  |
| ---- | ------------ | ----------------------------------- | ----------------------------------- | ----------------------------------------------------------------------- | ----------------------------------------------------------------------- |
| 称号 | 称号         | 準学士                              | 準学士                              | 高等専門学校の本科                                                      | 高等専門学校の本科                                                      |
| 称号 | 称号         | 高度専門士                          | 高度専門士                          | 専修学校の専門課程（専門学校）のうち、 4年制の学科                      | 専修学校の専門課程（専門学校）のうち、 4年制の学科                      |
| 称号 | 称号         | 専門士                              | 専門士                              | 専修学校の専門課程（専門学校）のうち、 2〜3年制の学科                   | 専修学校の専門課程（専門学校）のうち、 2〜3年制の学科                   |
| 学位 | （下記以外） | 博士                                | 博士                                | 大学院の博士課程 特定の省庁大学校の課程                                 | 大学院の博士課程 特定の省庁大学校の課程                                 |
| 学位 | （下記以外） | 修士                                | 修士                                | 大学院の修士課程 特定の省庁大学校の課程                                 | 大学院の修士課程 特定の省庁大学校の課程                                 |
| 学位 | （下記以外） | 学士                                | 学士                                | 大学の学部 短期大学の専攻科 高等専門学校の専攻科 特定の省庁大学校の課程 | 大学の学部 短期大学の専攻科 高等専門学校の専攻科 特定の省庁大学校の課程 |
| 学位 | （下記以外） | 短期大学士                          | 短期大学士                          | 短期大学の本科                                                          | 短期大学の本科                                                          |
| 学位 | 専門職学位   | 修士（専門職） （○○修士（専門職）） | 修士（専門職） （○○修士（専門職）） | 大学院の専門職学位課程 （専門職大学院）                                 | （法科・教職以外）                                                      |
| 学位 | 専門職学位   | 法務博士（専門職）                  | 法務博士（専門職）                  | 大学院の専門職学位課程 （専門職大学院）                                 | 法科大学院                                                              |
| 学位 | 専門職学位   | 教職修士（専門職）                  | 教職修士（専門職）                  | 大学院の専門職学位課程 （専門職大学院）                                 | 教職大学院                                                              |
| 学位 | 専門職学位   | 学士 （専門職）                     | ○○学士（専門職）                    | 専門職大学                                                              | 専門職大学                                                              |
| 学位 | 専門職学位   | 学士 （専門職）                     | 学士（○○専門職）                    | 大学の学部の専門職学科                                                  | 大学の学部の専門職学科                                                  |
| 学位 | 専門職学位   | 短期大学士 （専門職）               | ○○短期大学士（専門職）              | 専門職大学の前期課程 専門職短期大学                                     | 専門職大学の前期課程 専門職短期大学                                     |
| 学位 | 専門職学位   | 短期大学士 （専門職）               | 短期大学士（○○専門職）              | 短期大学の専門職学科                                                    | 短期大学の専門職学科                                                    |

## 日本の短期大学士
短期大学士は、2005年10月1日に施行された学校教育法関係の法令改正により、同日以降、学校教育法第104条第3項及び学位規則第5条の4に基づき、短期大学を修了した者に授与される学位として規定されている。同年9月30日以前は短期大学修了者に対しても、高等専門学校卒業者と同様に準学士の称号を授与していたが、短期大学修了者に学位を授与している米国を中心とした諸外国の例に倣い、学術称号から国際学術上に認められた学位への変更が実施されたものである。
同改正前に短期大学卒業生に授与された準学士の称号は、学校教育法の一部を改正する法律（平成17年法律第83号）附則第3条の規定により短期大学士の学位とみなされる。短期大学士の学位を取得した者は学位取得後、関連業務経験2年で専修学校高等課程教員資格、4年で専門課程教員資格の要件を満たすとされる。

### 背景
短期大学は2年間（医療技術系は3年）という修学期間において、一般教養科目・専門教育科目・外国語（語学）科目・実技科目などの各専攻に応じた分野を修めて62単位以上を修得し、いち早く実社会に人材を送り出すISCED-5Bレベルの高等教育機関として存在意義を有している。
2005年1月、中央教育審議会の答申は短期大学を「大学としての教養教育や、その基礎の上にたった理論的背景を持つ専門教育を提供するという特徴を持つ」と明記した。こうした短期大学の位置付けを明確にするため、高等専門学校と共に与えられていた準学士の称号に代わり、従来は大学の学部または大学院の課程を修了した者に与えられていた学位を、短期大学の卒業者に対しても創設することとなった。
この動きの背景として、短期大学が一般教養と専門教育などを包括した総合的な教育研究を行っている点、学校制度として米国のコミュニティ・カレッジに類似している点も背景に上げられている。文部科学省は諸外国の短期制高等教育においては学位が付与されるのが一般的であるとしたうえで、「我が国の短期大学卒業生が外国の大学に留学する場合などにおいて、国際的な通用性が一層確保されることが期待される」としている。
短期大学士の学位は、アメリカの西地区学校・大学基準協会2年制高等教育機関認定委員会(ACCJC/WASC)が認定するAssociate Degreeの学位と同等のものとして国際的にも認められており、海外の大学へ留学、進学することがスムーズとなった。

### その他
大学の学部に2年以上在籍し62単位以上修得した学生は、短期大学や高等専門学校等の卒業者と同様に学部の3年次への編入学資格を得ることができるが、この要件を満たして中退した学生（編入学希望か否かを問わず）に対しては、学校教育関連法の制約から大学や大学改革支援・学位授与機構が短期大学士の学位を贈ることはできない。
また、4年制省庁大学校の修了者が同機構から学士を授与されるのとは異なり、2年制省庁大学校（航空保安大学校、職業能力開発短期大学校）の修了者が短期大学士を授与される制度も存在しない。

## 各国の制度

### アメリカ合衆国
米国においては二年制大学や職業大学の卒業者や、二重登録制度を利用して高校在籍中に二年制大学の全単位を取得した生徒に対して付与されている。

### アイルランド
アイルランドのHigher Certificateなどは 、欧州においてAssociate degreesと等価であるとみなされている（EQFレベル5）。

### イギリス
イギリスにおけるFoundation degree、高等国家ディプロマ（HND）、高等国家サーティフィケート（HNC）は、資格単位フレームワーク(QCF)レベル5とされる。スコットランドではDiploma of Higher Education（DipHE）が存在する。これらは欧州においてAssociate degreesと等価であるとみなされている（EQFレベル5）。

### オーストラリア
オーストラリアにおけるAssociate degreeは、豪州資格フレームワーク（AQF）においてレベル6とされている。

### フランス
フランスにおける技術大学免状（DUT）は2年制の高等教育を受けた者に付与され、国家資格フレームワークではレベルIII（EQFレベル5）である。

### 中華人民共和国
専門人材を養成する２年制または３年制の高等教育機関こと専科大学がある。学位は与えないが学歴（certificate）として国が認める。